# Henk van Woerden
Henk van Woerden (* 6. Dezember 1947 in Leiden, Niederlande; † 6. November 2005 in Ann Arbor, Michigan) war ein niederländisch-südafrikanischer Schriftsteller und Maler.

## Jugend und Ausbildung
Van Woerden wurde in den Niederlanden geboren. Als er neun Jahre alt war, wollten seine Eltern eigentlich nach Utah auswandern, landeten 1957 aber schließlich in Kapstadt. Nach Abschluss seiner Schulausbildung begann er 1964 ein Kunststudium an der Universität Kapstadt, mit einer Sondergenehmigung, da er erst 17 Jahre alt war. Er befand sich wie viele Studenten in ständiger Opposition zum herrschenden Apartheids-Regime, verweigerte den Wehrdienst, zahlte keine Steuern und weigerte sich, einen Pass zu tragen, der ihn als Weißen auswies. Da er sich somit faktisch illegal im Land aufhielt, zog er die Konsequenzen, brach sein Studium ab und verließ Südafrika im Mai 1968 in Richtung Amsterdam.

## Karriere
In den folgenden Jahren bereiste er ganz Europa und lebte vor allem in Griechenland, besonders auf Kreta, sowie in Amsterdam. Er begann mit dem Schreiben, sowohl auf Englisch als auch auf Niederländisch, veröffentlichte seine Werke aber nicht. Seinen Lebensunterhalt bestritt er mit Malerei. Er gewann 1980 den Royal Award for Painting und stellte in vielen europäischen Ländern aus, darunter bei der Internationalen Triënale in Nürnberg und Biennale des Jeunes in Paris.
Erst Ende der 80er wandte er sich wieder dem Schreiben zu. Der Verleger Joost Nijsen las sein Reisetagebuch seiner ersten Reise nach Südafrika seit und ermutigte ihn, einen Roman über Südafrika zu schreiben. Sein erstes Buch Moenie kyk nie erschien 1993 und gewann den Geertjan Lubberhuizen Prize für das beste Debüt. Gemeinsam mit Tikoes (1996) und Een mond vol glas (1998) bildet es seine südafrikanische Trilogie. Een mond vol glas ist eine Biographie von Dimitri Tsafendas, der 1966 den südafrikanischen Premierminister Hendrik Verwoerd tötete. Damit gewann er 2001 den Alan Paton Award, das Buch wurde 2002 von Antony Sher für die Bühne adaptiert und 2003 von der BBC verfilmt. Er schrieb außerdem eine Biografie über die südafrikanische Dichterin Ingrid Jonker sowie zwei weitere Romane.
Van Woerden starb 2005 in Ann Arbor, wo er sich als writer-in-residence der Universität Michigan aufhielt.

## Werke
- Moenie kyk nie, 1993
- Tikoes, 1996
- Een mond vol glas, 1998
- Notities van een luchtfietser, 2002
- Ultramarijn, 2006

## Auszeichnungen
- 2003: Frans-Kellendonk-Preis für das Gesamtwerk
- 2006: Gouden Uil für Ultramarijn